# Laurens Goemaere
Laurens Goemaere (7 april 2006) is een Belgisch voetballer die onder contract ligt bij Club Brugge.

## Clubcarrière
Goemaere genoot een groot deel van zijn jeugdopleiding bij Club Brugge. In december 2022 ondertekende hij er zijn eerste profcontract, dat hem tot 2024 aan de club verbond (met optie op een extra seizoen). Op 3 maart 2023 maakte hij zijn profdebuut in het shirt van Club NXT, het beloftenelftal van Club Brugge in Eerste klasse B: op de tweede speeldag van de promotie-playoffs liet trainer Nicky Hayen hem in de 1-2-zege tegen RSCA Futures in de 82e minuut invallen voor Liam De Smet. Na vijf invalbeurten in die promotie-playoffs liet Hayk Milkon, die de doorgeschoven Hayen verving tijdens de laatste zeven wedstrijden van het seizoen van Club NXT, hem starten in de laatste twee wedstrijden van het seizoen tegen respectievelijk RWDM en SK Beveren. Hoewel hij van opleiding eerder een middenvelder is, werd Goemaere tegen RWDM en Beveren opgesteld als centrale verdediger.
In het begin van het seizoen 2023/24 was Goemaere een vaste invaller bij Club NXT: van speeldag twee tot en met vijf gooide Nicky Hayen hem pas in de tweede helft in de strijd. Na zijn eerste basisplaats van het seizoen (op 1 oktober 2023 tegen Zulte Waregem) maakte hij vaker wel dan niet deel uit van de basisploeg van Hayen of diens opvolger Robin Veldman. In april 2024 brak Club Brugge het contract van Goemaere, die in januari 2024 met de A-kern mee op winterstage naar Marbella mocht, open tot 2027.

## Clubstatistieken
| Seizoen         | Club            | Land            | Competitie      | Competitie | Competitie | Beker | Beker | Supercup | Supercup | Europees | Europees | Totaal | Totaal |
| Seizoen         | Club            | Land            | Competitie      | Wed.       | Dlp.       | Wed.  | Dlp.  | Wed.     | Dlp.     | Wed.     | Dlp.     | Wed.   | Dlp.   |
| --------------- | --------------- | --------------- | --------------- | ---------- | ---------- | ----- | ----- | -------- | -------- | -------- | -------- | ------ | ------ |
| 2022/23         | Club NXT        | Vlag van België | Eerste klasse B | 7          | 0          | —     | —     | —        | —        | —        | —        | 7      | 0      |
| 2023/24         | Club NXT        | Vlag van België | Eerste klasse B | 24         | 0          | —     | —     | —        | —        | —        | —        | 24     | 0      |
| Carrière totaal | Carrière totaal | Carrière totaal | Carrière totaal | 31         | 0          | 0     | 0     | 0        | 0        | 0        | 0        | 31     | 0      |

Bijgewerkt op 10 april 2024.
2 Romero ·
4 Ordóñez ·
8 Tzolis ·
9 Jutglà ·
10 Vetlesen ·
14 Meijer ·
15 Onyedika ·
16 Van den Heuvel ·
17 Vermant ·
19 Nilsson ·
20 Vanaken  · 
21 Skóraś ·
22 Mignolet ·
24 Osuji ·
27 Nielsen ·
29 Jackers ·
30 Jashari ·
41 Siquet ·
44 Mechele ·
55 De Cuyper ·
58 Spileers ·
64 Sabbe ·
65 Seys ·
66 Yameogo ·
67 Et Taïbi ·
68 Talbi ·
71 De Corte ·
84 Campbell ·
87 Furo ·
Coach: Hayen
Assistent-coach: Jonckheere